# Transinne
Transinne  (en wallon Transene) est une section et un village de la commune belge de Libin située en Région wallonne dans la province de Luxembourg.
C'était une commune à part entière avant la fusion des communes de 1977.

## Étymologie
Le nom de Transinne trouve son origine dans le mot latin thrasinina signifiant habitation de Thraso.

## Évolution démographique
- Source: DGS, 1831 à 1970=recensements population, 1976= habitants au 31 décembre

## Histoire
C'est grâce à l'inventaire que firent les moines de l'abbaye de Prüm en 893 sur leur domaîne de Villance qu'on trouve la première référence écrite relative au village. Transinne était le village du domaine qui était le plus peuplé et les moines firent donc
mention de tous leurs biens ainsi que de ceux pour lesquels ils percevaient la dîme auprès des habitants. En 1913, on a découvert un trésor important de deniers français des XIe et XIIe siècles.
Au cours du XIIIe siècle, Transinne suivit la destinée de Villance et fut donc successivement une possession du Sire de Cons-la-Grandville, du Comte de Luxembourg, de Gérard de Durbuy et du Comte du Hainaut (Jean D'Avesne) qui la revendit à Henri VII de Luxembourg.

## Patrimoine et culture

### Culture

#### Euro Space Center

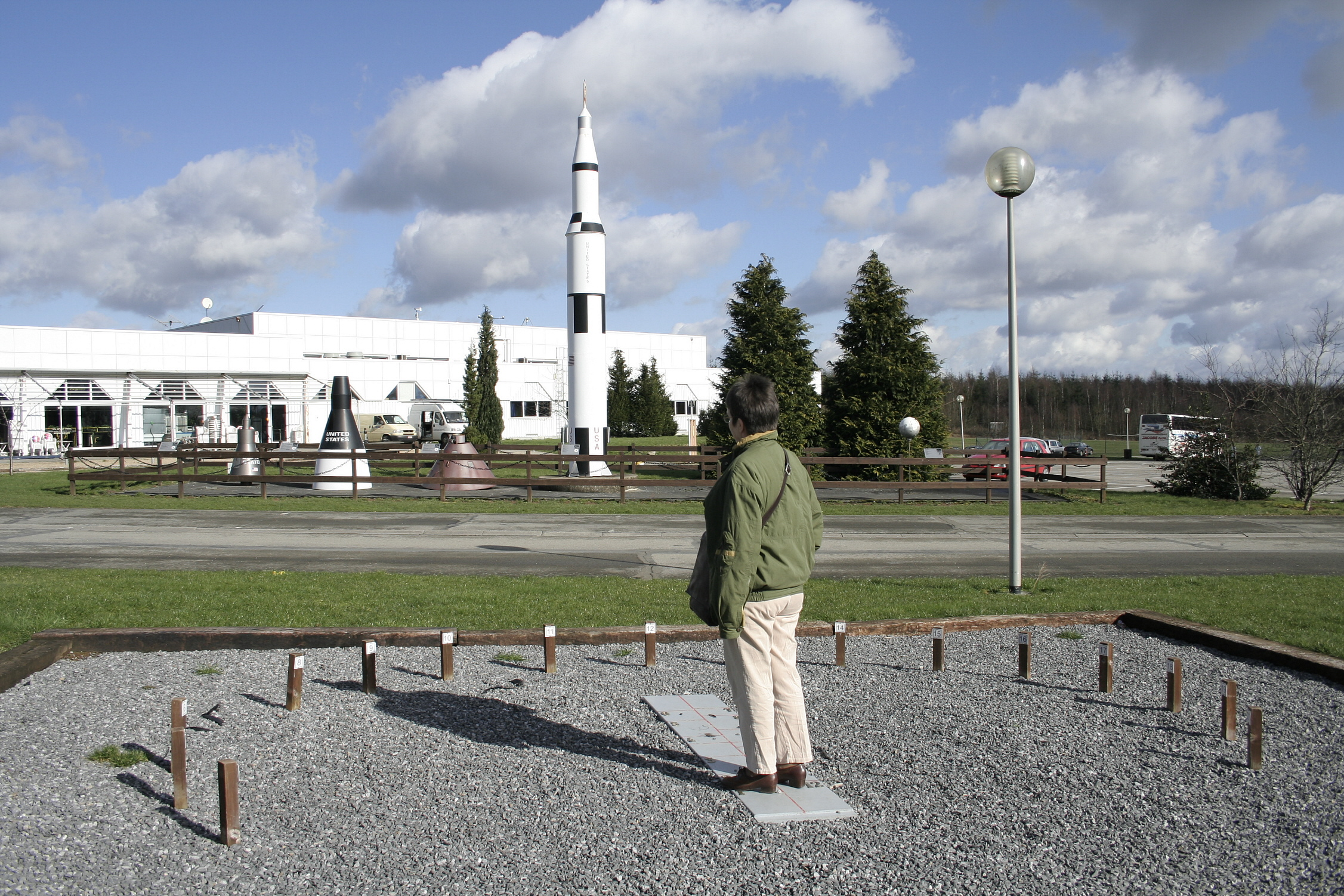
L'Euro Space Center en 2007.

Transinne abrite l'Euro Space Center qui propose des stages et des activités faisant découvrir l'espace, les planètes et les étoiles tandis que Redu, village voisin, abrite l'Agence spatiale européenne (ESA). Dans l'Euro Space Center, les techniques audiovisuelles les plus récentes ont été utilisées pour présenter la grande aventure de l'espace : projection de films sur les missions spatiales dans l'auditorium, évocation de l'histoire astronomique et des trous noirs dans le planétarium, visite de plusieurs vaisseaux et lanceurs, dont Ariane 4 et 5, reproduits grandeur nature, et, pour terminer, des sensations fortes dans le Space Show qui vous entraîne au moyen de sièges mobiles dans une bataille de vaisseaux de l'espace.

## Enseignement

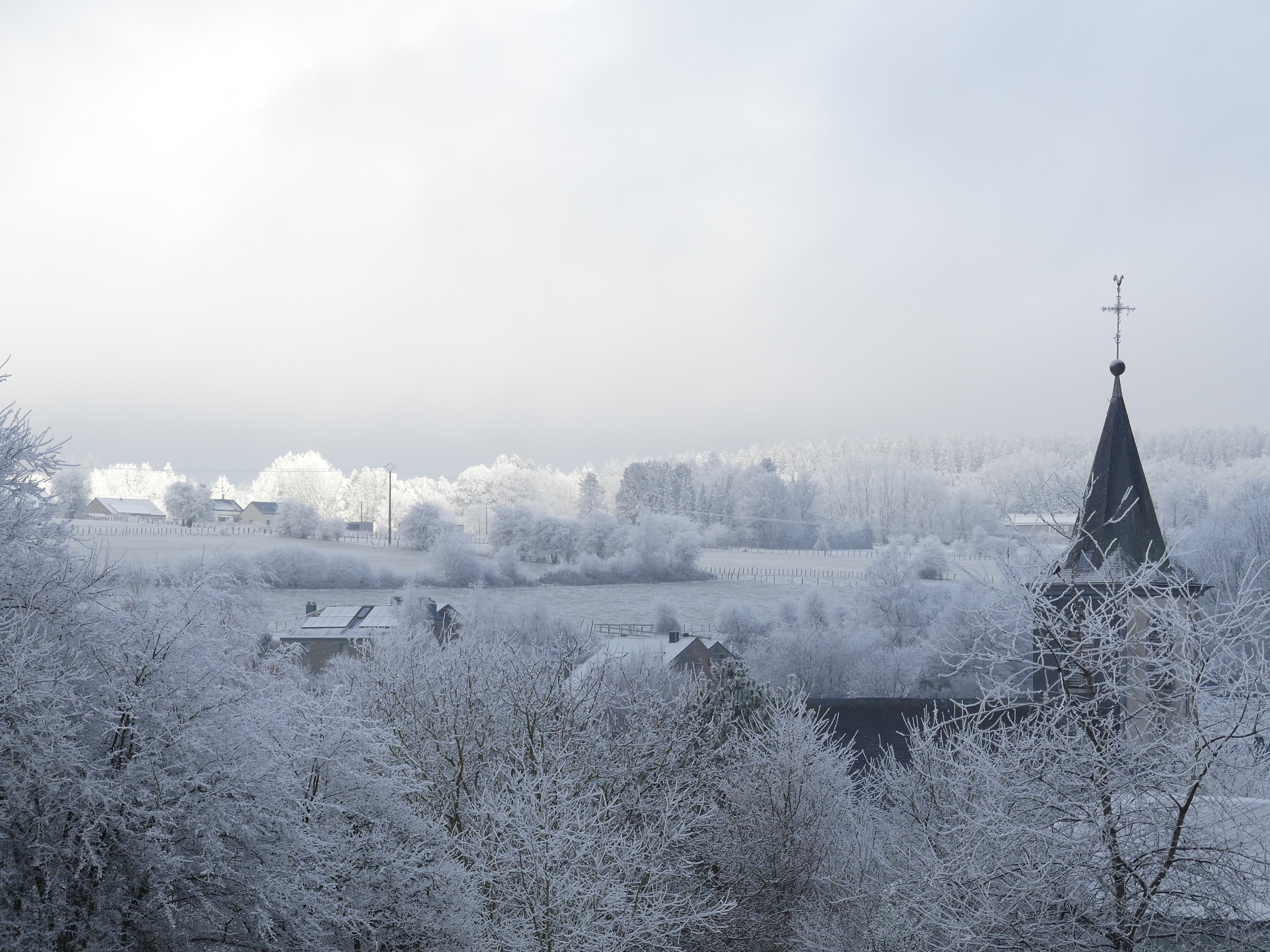
Transinne sous la neige.
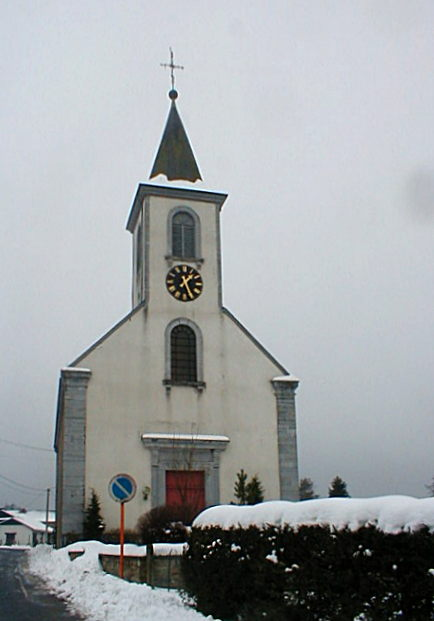
Église de Transinne sous la neige.
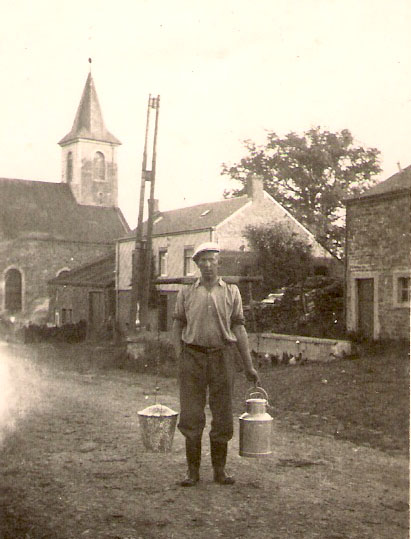
Transinnois en 1948.